# 叩齿庵
叩齿庵，位于中国广东省潮州市湘桥区，为潮州市的一个市、县级文物保护单位，类型为近现代重要史迹及代表性建筑。

## 沿革
叩齿庵在潮州市区西平路南段、现城南小学东侧，原名“大隐庵”。该庵为三进建筑。始建于唐朝。史称韩愈被贬潮州时，当地高僧邀请，韩愈抵达寺庙时“颠叩齿三声”，以表敬意，因此得名“叩齿庵”。1927年9月23日，周恩来和朱德、贺龙、叶挺、刘伯承等领导的八一南昌起义军从福建进入广东，在潮州驻军七日。当时起义军贺部第三师政治部设于叩齿庵。师长周逸群、政治部主任徐特立曾在此办公。1947年重修，后称“叩齿古寺”，改为钢筋混凝土结构。后因年久失修，破损严重，1991年按唐代建筑风格复修。1987年12月，被评为潮州市文物保护单位。